# جوناثان فرنسيسكو ليموس
جوناثان فرنسيسكو ليموس هو لاعب كرة قدم برازيلي في مركز الدفاع، ولد في 25 أغسطس 1992 في برازيليا في البرازيل. لعب مع جمعية بورتوغيزا الرياضية ونادي برازيليا ونادي بونتي بريتا ونادي كابيفاريانو.

## وصلات خارجية
- جوناثان فرنسيسكو ليموس على موقع قاعدة بيانات كرة القدم.إي يو (الإنجليزية)
- جوناثان فرنسيسكو ليموس على موقع Soccerway.com (الإنجليزية)
- جوناثان فرنسيسكو ليموس على موقع عالم كرة القدم.نت (الإنجليزية)